# Porsche Carrera Cup Deutschland 2015

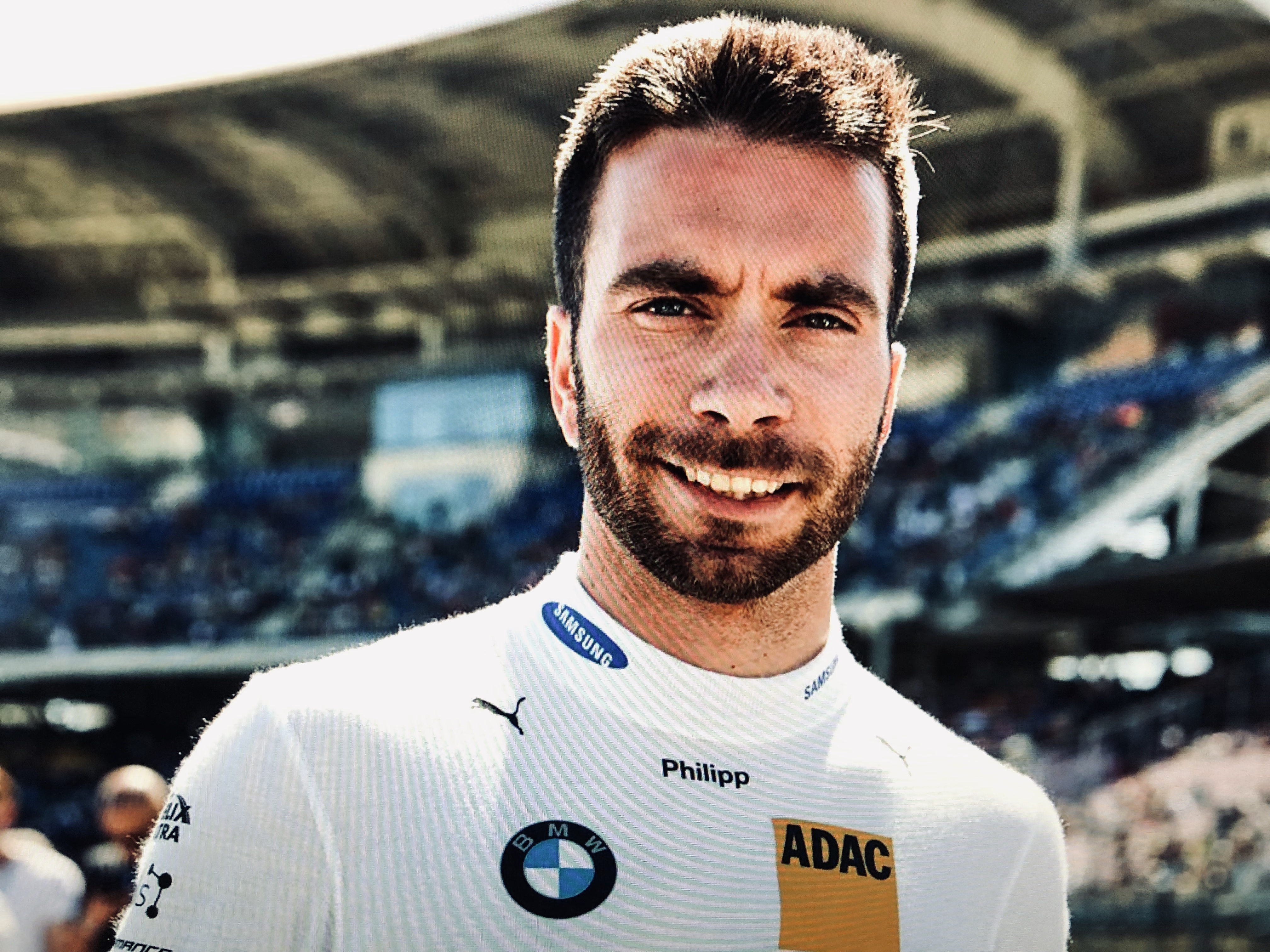
Philipp Eng gewann 2015 seinen zweiten Meistertitel in Folge (Foto von 2018)

 Der Porsche Carrera Cup Deutschland 2015 war die 26. Saison des Porsche Carrera Cup Deutschland. Der erste Lauf am 2. Mai und das Saisonfinale am 18. Oktober fanden auf dem Hockenheimring statt.
Insgesamt wurden in dieser Saison 17 Läufe an neun Wochenenden in Deutschland, in den Niederlanden und in Österreich ausgetragen. Die Rennen fanden im Rahmenprogramm der DTM statt. Es wurden an acht Rennwochenenden jeweils zwei Läufe durchgeführt. Nur beim Rennen auf der Nürburgring-Nordschleife am 16. Mai gab es einen Wertungslauf.
Der Österreicher Philipp Eng gewann mit 295 Punkten nach der Saison 2014 zum zweiten Mal den Fahrertitel. Die Teamwertung gewann das Team Deutsche Post by Project 1.
Nach 2013 und 2014 gewann der Schweizer Rolf Ineichen seinen dritten B-Fahrertitel für Amateure mit 284 Punkten in Folge. Die Rookie-Wertung gewann der Spanier Alexander Toril mit 58 Punkten.

## Starterfeld
Folgende Fahrer und Gastfahrer sind in der Saison gestartet:
| Nr. | Fahrer               | Team                            | Wertung | Rennwochenende |
| --- | -------------------- | ------------------------------- | ------- | -------------- |
| 1   | Matteo Cairoli       | Deutsche Post by Project 1      | A       | alle           |
| 2   | Sean Johnston        | Market Leader Team by Project 1 | A       | 1–6            |
| 3   | Alexander Toril      | Market Leader Team by Project 1 | A R     | alle           |
| 4   | Robert Renauer       | Herberth Motorsport             | A       | alle           |
| 5   | Ralf Bohn            | Herberth Motorsport             | B       | alle           |
| 6   | Jeffrey Schmidt      | Lechner Racing Middle East      | A       | alle           |
| 7   | Michael Ammermüller  | The Heart of Racing by Lechner  | A       | alle           |
| 8   | Connor De Phillippi  | Land Motorsport                 | A       | alle           |
| 9   | Wolf Nathan          | Land Motorsport                 | B       | alle           |
| 10  | Christopher Zöchling | Konrad Motorsport               | A       | alle           |
| 11  | Philipp Frommenwiler | Konrad Motorsport               | A       | 1, 7           |
| 11  | Klaus Bachler        | Konrad Motorsport               | A       | 2              |
| 11  | Daniel Cammish       | Konrad Motorsport               | A       | 3, 5           |
| 11  | Ronald van de Laar   | Konrad Motorsport               | B       | 4              |
| 11  | Luca Rettenbacher    | Konrad Motorsport               | A R     | 6              |
| 11  | Klaus Abbelen        | Konrad Motorsport               | B       | 8              |
| 12  | Rolf Ineichen        | Konrad Motorsport               | B       | alle           |
| 14  | Christian Engelhart  | TECE MRS-Racing                 | A       | alle           |
| 15  | Richard Goddard      | TECE MRS-Racing                 | A R     | alle           |
| 16  | Elia Erhart          | TECE MRS-Racing                 | A       | alle           |
| 17  | Nicki Thiim          | KÜS Team75 Bernhard             | A       | alle           |
| 18  | Pepe Massot          | KÜS Team75 Bernhard             | A R     | 1–5, 9         |
| 18  | Josh Webster         | KÜS Team75 Bernhard             | A       | 6              |
| 18  | Jaap van Lagen       | KÜS Team75 Bernhard             | A       | 7              |
| 18  | Chris van der Drift  | KÜS Team75 Bernhard             | A       | 8              |
| 19  | Maximilian Hackl     | Aust Motorsport                 | A R     | 1–7            |
| 19  | Lance David Arnold   | Aust Motorsport                 | A       | 8–9            |
| 20  | Mike Halder          | Aust Motorsport                 | A       | 1–4            |
| 20  | Niclas Kentenich     | Aust Motorsport                 | A       | 5–8            |
| 20  | Jaap van Lagen       | Aust Motorsport                 | A       | 9              |
| 23  | Alex Riberas         | The Heart of Racing by Lechner  | A       | alle           |
| 24  | Philip Morin         | Lechner Racing Middle East      | A       | 9              |
| 25  | Magnus Öhman         | Mtech Competition               | A       | 9              |
| 26  | Lars Bertil Rantzow  | Mtech Competition               | B       | 9              |
| 27  | Robin Hansson        | Fragus BR Motorsport            | A       | 9              |
| 31  | Mattia Drudi         | Dinamic Motorsport              | A       | 6              |
| 89  | Ben Barker           | Land Motorsport                 | A       | alle           |
| 90  | Peter Scharmach      | Land Motorsport                 | A       | 2              |
| 90  | Hermann Speck        | Land Motorsport                 | B       | 4              |
| 92  | Jaap van Lagen       | Lechner Racing Middle East      | A       | 1, 3           |
| 92  | Sven Müller          | Lechner Racing Middle East      | A       | 2, 4–9         |
| 93  | Philipp Eng          | Deutsche Post by Project 1      | A       | alle           |

| Symbol | Fahrer-Wertung |
| ------ | -------------- |
| A      | Profi (A)      |
| B      | Amateur (B)    |
| R      | Rookie         |

      Gaststarter

## Rennkalender und Ergebnisse
| Runde | Runde  | Rennstrecke              | Datum         | Pole-Position       | Schnellste Runde    | Sieger              | Zweiter              | Dritter              |
| ----- | ------ | ------------------------ | ------------- | ------------------- | ------------------- | ------------------- | -------------------- | -------------------- |
| 1     | Lauf 1 | Hockenheimring           | 2. Mai        | Christian Engelhart | Christian Engelhart | Christian Engelhart | Alex Riberas         | Ben Barker           |
| 1     | Lauf 2 | Hockenheimring           | 3. Mai        | Christian Engelhart | Christian Engelhart | Christian Engelhart | Jeffrey Schmidt      | Ben Barker           |
| 2     | Lauf   | Nürburgring-Nordschleife | 16. Mai       | Sven Müller         | Alex Riberas        | Sven Müller         | Philipp Eng          | Christopher Zöchling |
| 3     | Lauf 1 | Lausitzring              | 30. Mai       | Philipp Eng         | Robert Renauer      | Philipp Eng         | Michael Ammermüller  | Nicki Thiim          |
| 3     | Lauf 2 | Lausitzring              | 31. Mai       | Philipp Eng         | Nicki Thiim         | Philipp Eng         | Robert Renauer       | Michael Ammermüller  |
| 4     | Lauf 1 | Norisring                | 27. Juni      | Nicki Thiim         | Philipp Eng         | Nicki Thiim         | Philipp Eng          | Connor De Phillippi  |
| 4     | Lauf 2 | Norisring                | 28. Juni      | Nicki Thiim         | Sven Müller         | Nicki Thiim         | Sven Müller          | Philipp Eng          |
| 5     | Lauf 1 | Zandvoort                | 11. Juli      | Philipp Eng         | Philipp Eng         | Philipp Eng         | Michael Ammermüller  | Alex Riberas         |
| 5     | Lauf 2 | Zandvoort                | 12. Juli      | Philipp Eng         | Philipp Eng         | Philipp Eng         | Alex Riberas         | Nicki Thiim          |
| 6     | Lauf 1 | Red Bull Ring            | 1. August     | Philipp Eng         | Philipp Eng         | Philipp Eng         | Robert Renauer       | Christian Engelhart  |
| 6     | Lauf 2 | Red Bull Ring            | 2. August     | Philipp Eng         | Matteo Cairoli      | Jeffrey Schmidt     | Alexander Toril      | Philipp Eng          |
| 7     | Lauf 1 | Oschersleben             | 12. September | Philipp Eng         | Sven Müller         | Philipp Eng         | Sven Müller          | Robert Renauer       |
| 7     | Lauf 2 | Oschersleben             | 13. September | Philipp Eng         | Sven Müller         | Philipp Eng         | Christian Engelhart  | Nicki Thiim          |
| 8     | Lauf 1 | Nürburgring              | 26. September | Philipp Eng         | Alex Riberas        | Philipp Eng         | Sven Müller          | Michael Ammermüller  |
| 8     | Lauf 2 | Nürburgring              | 27. September | Philipp Eng         | Nicki Thiim         | Sven Müller         | Philipp Eng          | Michael Ammermüller  |
| 9     | Lauf 1 | Hockenheimring           | 17. Oktober   | Jeffrey Schmidt     | Christian Engelhart | Jeffrey Schmidt     | Christopher Zöchling | Christian Engelhart  |
| 9     | Lauf 2 | Hockenheimring           | 18. Oktober   | Jeffrey Schmidt     | Nicki Thiim         | Philipp Eng         | Jeffrey Schmidt      | Michael Ammermüller  |

## Meisterschaftsergebnisse

### Punktesystem
Punkte wurden an die ersten 15 klassifizierten Fahrer in folgender Anzahl vergeben. Die Punkte von den Gaststartern wurden am Saisonende gestrichen, daher können gleiche Positionen unterschiedliche Punktwertungen aufweisen:
| Platz  | 1. | 2. | 3. | 4. | 5. | 6. | 7. | 8. | 9. | 10. | 11. | 12. | 13. | 14. | 15. |
| Punkte | 20 | 18 | 16 | 14 | 12 | 10 | 9  | 8  | 7  | 6   | 5   | 4   | 3   | 2   | 1   |

### A-Fahrerwertung
Insgesamt kamen 27 Fahrer in die Punktewertung.
| Platz                                       | Fahrer               | HOC1 | HOC1 | NÜR1 | LAU | LAU | NOR | NOR | ZAN | ZAN | RBR | RBR | OSC | OSC | NÜR2 | NÜR2 | HOC2 | HOC2 | Punkte |
| ------------------------------------------- | -------------------- | ---- | ---- | ---- | --- | --- | --- | --- | --- | --- | --- | --- | --- | --- | ---- | ---- | ---- | ---- | ------ |
| 1                                           | Philipp Eng          | 5    | 6    | 2    | 1   | 1   | 2   | 3   | 1   | 1   | 1   | 3   | 1   | 1   | 1    | 2    | 9    | 1    | 295    |
| 2                                           | Christian Engelhart  | 1    | 1    | DNF  | 11  | 5   | 4   | 4   | 5   | 5   | 3   | DNF | DNF | 2   | 4    | 4    | 3    | 5    | 199    |
| 3                                           | Jeffrey Schmidt      | 4    | 2    | 6    | 6   | 4   | 5   | 5   | 11  | 10  | 4   | 1   | DNF | 10  | 6    | 8    | 1    | 2    | 197    |
| 4                                           | Michael Ammermüller  | DSQ  | 7    | 4    | 2   | 3   | 7   | 7   | 2   | 4   | DNF | 10  | DNF | 5   | 3    | 3    | 8    | 3    | 182    |
| 5                                           | Nicki Thiim          | DNF  | 11   | 8    | 3   | 7   | 1   | 1   | DNF | 3   | 12  | DNF | 7   | 3   | 7    | 5    | 6    | 4    | 169    |
| 6                                           | Alex Riberas         | 2    | 8    | 5    | 4   | 6   | 6   | 10  | 3   | 2   | DNF | DNF | DNF | 4   | 5    | 7    | 18   | 8    | 155    |
| 7                                           | Sven Müller          |      |      | 1    |     |     | 8   | 2   | 6   | 9   | DNF | DNF | 2   | 6   | 2    | 1    | 7    | 10   | 144    |
| 8                                           | Robert Renauer       | 7    | 12   | 13   | 5   | 2   | 9   | 12  | 8   | 8   | 2   | 6   | 3   | DNF | 13   | 10   | 5    | DNF  | 138    |
| 9                                           | Christopher Zöchling | 6    | 9    | 3    | 8   | 10  | 14  | 8   | 9   | 7   | DNF | 11  | 15  | 7   | 8    | 6    | 2    | 7    | 136    |
| 10                                          | Connor De Phillippi  | 9    | 5    | 11   | 9   | 11  | 3   | 9   | 4   | 11  | 11  | 5   | 9   | 17  | 10   | 14   | 17   | 6    | 124    |
| 11                                          | Ben Barker           | 3    | 3    | 9    | DNF | 8   | DNF | DNF | 13  | 12  | 6   | 8   | 4   | 9   | 12   | DNF  | 4    | 9    | 122    |
| 12                                          | Matteo Cairoli       | 10   | 4    | 7    | 13  | DNF | DSQ | 6   | 7   | 6   | 19  | 9   | 5   | 8   | 9    | 9    | 11   | 17   | 110    |
| 13                                          | Alexander Toril      | DNF  | 13   | 16   | 17  | DNF | DNF | 21  | 15  | DNF | 7   | 2   | 12  | 12  | 14   | 11   | 13   | 11   | 58     |
| 14                                          | Elia Erhart          | 18   | 16   | 18   | 15  | 17  | 10  | 15  | 14  | 17  | 9   | 4   | 10  | 18  | 18   | 15   | DNF  | 16   | 46     |
| 15                                          | Jaap van Lagen       | 12   | 20   |      | 7   | 9   |     |     |     |     |     |     | 6   | 11  |      |      | 10   | 12   | 45     |
| 16                                          | Sean Johnston        | 11   | 15   | 10   | 14  | 14  | 11  | 11  | 10  | 13  | 18  | DNF |     |     |      |      |      |      | 37     |
| 17                                          | Richard Goddard      | 16   | 17   | 12   | 18  | DNF | 12  | 17  | 16  | 15  | 8   | DNF | DNF | DNF | 17   | DNF  | 16   | 13   | 27     |
| 18                                          | Mike Halder          | 15   | 10   | 15   | 10  | 13  | 21  | 13  |     |     |     |     |     |     |      |      |      |      | 21     |
| 19                                          | Niclas Kentenich     |      |      |      |     |     |     |     | 18  | 14  | 13  | 13  | 11  | 14  | 15   | 18   |      |      | 21     |
| 20                                          | Philipp Frommenwiler | 8    | 14   |      |     |     |     |     |     |     |     |     | 13  | 16  |      |      |      |      | 15     |
| 21                                          | Luca Rettenbacher    |      |      |      |     |     |     |     |     |     | 10  | 17  |     |     |      |      | 14   | DNF  | 12     |
| 22                                          | Chris van der Drift  |      |      |      |     |     |     |     |     |     |     |     |     |     | 11   | 13   |      |      | 9      |
| 23                                          | Daniel Cammish       |      |      |      | 12  | 12  |     |     | DNF | 19  |     |     |     |     |      |      |      |      | 8      |
| 24                                          | Josh Webster         |      |      |      |     |     |     |     |     |     | 15  | 12  |     |     |      |      |      |      | 8      |
| 25                                          | Pepe Massot          | 14   | 18   | 19   | 19  | 18  | 13  | 16  | DNS | DNS |     |     |     |     |      |      | DNS  | DNS  | 7      |
| 26                                          | Maximilian Hackl     | DNS  | DNS  | 21   | 21  | 20  | 18  | 22  | 20  | 20  | 20  | 15  | 17  | 20  |      |      |      |      | 6      |
| 27                                          | Klaus Bachler        |      |      | 14   |     |     |     |     |     |     |     |     |     |     |      |      |      |      | 2      |
| 28                                          | Lance David Arnold   |      |      |      |     |     |     |     |     |     |     |     |     |     | 16   | DNF  |      |      | 0      |
| Gastfahrer ohne Meisterschaftspunktewertung |                      |      |      |      |     |     |     |     |     |     |     |     |     |     |      |      |      |      |        |
|                                             | Mattia Drudi         |      |      |      |     |     |     |     |     |     | 5   | 7   |     |     |      |      |      |      | 0      |
|                                             | Robin Hansson        |      |      |      |     |     |     |     |     |     |     |     |     |     |      |      | 12   | 14   | 0      |
|                                             | Philip Morin         |      |      |      |     |     |     |     |     |     |     |     |     |     |      |      | 20   | 15   | 0      |
|                                             | Magnus Öhman         |      |      |      |     |     |     |     |     |     |     |     |     |     |      |      | 23   | 21   | 0      |
|                                             | Peter Scharmach      |      |      | DNS  |     |     |     |     |     |     |     |     |     |     |      |      |      |      | 0      |
| Platz                                       | Fahrer               | HOC1 | HOC1 | NÜR1 | LAU | LAU | NOR | NOR | ZAN | ZAN | RBR | RBR | OSC | OSC | NÜR2 | NÜR2 | HOC2 | HOC2 | Punkte |

| Legende  | Legende            | Legende                                                          |
| Farbe    | Abkürzung          | Bedeutung                                                        |
| -------- | ------------------ | ---------------------------------------------------------------- |
| Gold     | –                  | Sieg                                                             |
| Silber   | –                  | 2. Platz                                                         |
| Bronze   | –                  | 3. Platz                                                         |
| Grün     | –                  | Platzierung in den Punkten                                       |
| Blau     | –                  | Klassifiziert außerhalb der Punkteränge                          |
| Violett  | DNF                | Rennen nicht beendet (did not finish)                            |
| Violett  | NC                 | nicht klassifiziert (not classified)                             |
| Rot      | DNQ                | nicht qualifiziert (did not qualify)                             |
| Rot      | DNPQ               | in Vorqualifikation gescheitert (did not pre-qualify)            |
| Schwarz  | DSQ                | disqualifiziert (disqualified)                                   |
| Weiß     | DNS                | nicht am Start (did not start)                                   |
| Weiß     | WD                 | zurückgezogen (withdrawn)                                        |
| Hellblau | PO                 | nur am Training teilgenommen (practiced only)                    |
| Hellblau | TD                 | Freitags-Testfahrer (test driver)                                |
| ohne     | DNP                | nicht am Training teilgenommen (did not practice)                |
| ohne     | INJ                | verletzt oder krank (injured)                                    |
| ohne     | EX                 | ausgeschlossen (excluded)                                        |
| ohne     | DNA                | nicht erschienen (did not arrive)                                |
| ohne     | C                  | Rennen abgesagt (cancelled)                                      |
| ohne     | keine WM-Teilnahme |                                                                  |
| sonstige | P/fett             | Pole-Position                                                    |
| sonstige | 1/2/3/4/5/6/7/8    | Punktplatzierung im Sprint-/Qualifikationsrennen                 |
| sonstige | SR/kursiv          | Schnellste Rennrunde                                             |
| sonstige | *                  | nicht im Ziel, aufgrund der zurückgelegten Distanz aber gewertet |
| sonstige | ()                 | Streichresultate                                                 |
| sonstige | unterstrichen      | Führender in der Gesamtwertung                                   |

### Teamwertung
Es kamen 10 Teams in die Punktewertung.
| Platz | Team                            | HOC1 | HOC1 | NÜR1 | LAU | LAU | NOR | NOR | ZAN | ZAN | RBR | RBR | OSC | OSC | NÜR2 | NÜR2 | HOC2 | HOC2 | Punkte |
| ----- | ------------------------------- | ---- | ---- | ---- | --- | --- | --- | --- | --- | --- | --- | --- | --- | --- | ---- | ---- | ---- | ---- | ------ |
| 1     | Deutsche Post by Project 1      | 18   | 24   | 27   | 23  | 20  | 18  | 26  | 29  | 30  | 21  | 25  | 32  | 28  | 27   | 25   | 12   | 22   | 407    |
| 2     | Lechner Racing Middle East      | 18   | 18   | 30   | 19  | 21  | 20  | 30  | 15  | 13  | 14  | 20  | 18  | 16  | 28   | 28   | 29   | 24   | 361    |
| 3     | The Heart of Racing by Lechner  | 18   | 17   | 26   | 32  | 26  | 19  | 15  | 34  | 32  | 0   | 8   | 0   | 26  | 28   | 25   | 8    | 24   | 338    |
| 4     | Land Motorsport                 | 23   | 28   | 12   | 7   | 13  | 16  | 7   | 18  | 9   | 19  | 24  | 22  | 7   | 10   | 2    | 14   | 17   | 248    |
| 5     | TECE MRS-Racing                 | 21   | 20   | 4    | 5   | 12  | 19  | 14  | 14  | 13  | 25  | 0   | 0   | 20  | 14   | 14   | 17   | 15   | 227    |
| 6     | KÜS Team75 Bernhard             | 3    | 5    | 8    | 16  | 9   | 24  | 21  | 0   | 16  | 10  | 6   | 19  | 21  | 14   | 15   | 10   | 14   | 211    |
| 7     | Konrad Motorsport               | 18   | 9    | 18   | 12  | 10  | 5   | 10  | 7   | 9   | 8   | 9   | 8   | 10  | 8    | 14   | 20   | 9    | 184    |
| 8     | Herberth Motorsport             | 9    | 4    | 3    | 12  | 19  | 8   | 4   | 9   | 8   | 21  | 15  | 20  | 0   | 3    | 7    | 12   | 1    | 155    |
| 9     | Market Leader Team by Project 1 | 5    | 4    | 6    | 3   | 2   | 6   | 5   | 9   | 3   | 12  | 18  | 6   | 4   | 2    | 5    | 4    | 5    | 99     |
| 10    | Aust Motorsport                 | 2    | 6    | 1    | 6   | 3   | 0   | 3   | 0   | 2   | 5   | 9   | 9   | 3   | 1    | 0    | 9    | 4    | 63     |

### B-Fahrerwertung
Insgesamt kamen 5 Fahrer in die Amateur-Punktewertung.
| Platz                                       | Fahrer              | HOC1 | HOC1 | NÜR1 | LAU | LAU | NOR | NOR | ZAN | ZAN | RBR | RBR | OSC | OSC | NÜR2 | NÜR2 | HOC2 | HOC2 | Punkte |
| ------------------------------------------- | ------------------- | ---- | ---- | ---- | --- | --- | --- | --- | --- | --- | --- | --- | --- | --- | ---- | ---- | ---- | ---- | ------ |
| 1                                           | Rolf Ineichen       | 13   | DNF  | 17   | 16  | 15  | 15  | 14  | 12  | 16  | 14  | 18  | 8   | 13  | 19   | 12   | 15   | DNF  | 296    |
| 2                                           | Wolf Nathan         | 19   | 19   | 20   | 22  | 19  | 16  | 18  | 19  | 18  | 17  | 14  | 16  | 19  | 22   | 17   | 22   | 19   | 290    |
| 3                                           | Ralf Bohn           | 17   | DNF  | DNF  | 20  | 16  | 17  | 19  | 17  | 21  | 16  | 16  | 14  | 21  | 20   | 16   | 19   | 18   | 264    |
| 4                                           | Ronald van de Laar  |      |      |      |     |     | 19  | 20  |     |     |     |     |     |     |      |      |      |      | 28     |
| 5                                           | Klaus Abbelen       |      |      |      |     |     |     |     |     |     |     |     |     |     | 21   | DNS  |      |      | 16     |
| Gastfahrer ohne Meisterschaftspunktewertung |                     |      |      |      |     |     |     |     |     |     |     |     |     |     |      |      |      |      |        |
|                                             | Lars Bertil Rantzow |      |      |      |     |     |     |     |     |     |     |     |     |     |      |      | 21   | 20   | 0      |
|                                             | Hermann Speck       |      |      |      |     |     | 20  | 23  |     |     |     |     |     |     |      |      |      |      | 0      |